# Meistriliiga (ishockey)
Meistriliiga (EML), även kallad Unibet Hokiliiga av sponsorskäl, är den högsta ishockeyligan i Estland. Ligan består av sex lag.
I Estland finns 28 ishockeydomare som dömer matcher i mästerskap på alla åldersnivåer. Arbetet leds av Estlands domarchef Maksim Toode.

## Historia
Ligan grundades säsongen 1990–91. Från säsongen 1945–46 deltog estniska lag i Estniska SSR-mästerskapet. Före landets annektering av Sovjetunionen spelades det nationella mästerskapet i det självständiga Estland mellan 1934 och 1940.
Under säsongen 2017–18 kallades ligan för Nordic Power Hokiliiga, och mellan 2018 och 2023 bar den namnet Coolbet Hokiliiga.
Narva PSK dominerade ligans inledning och vann de sex första mästerskapen samt åtta av de elva första säsongerna. Sedan sin första titel 1997 har Tartu Välk 494 varit det mest framgångsrika laget i Meistriliiga med totalt nio mästerskapstitlar. HK Stars tog fyra titlar på fem säsonger mellan 2005 och 2009.
Säsongen 2022–23 fick turneringen internationell status. Sju lag deltog: fem från Estland (HC Panter, Välk 494, Narva PSK, HC Everest, Viru Sputnik) och två från Lettland (HK Kurbads, HS Riga). Mästerskapet vanns det året av HK Kurbads.
Säsongen 2023–24 spelades under namnet Unibet Hokiliiga. Efter sju års uppehåll lyckades Narvas hockeylag åter vinna det estniska mästerskapet och kommer att representera Estland i IIHF Continental Cup 2024–25, Grupp B, vars matcher spelas i Narva.
Ligan behöll sitt namn även säsongen 2024–25, då huvudstadens Vipers anslöt sig till de fem lag som deltog föregående säsong.

## Klubbar
| Lag                       | Stad         | Arena               | Kapacitet | Grundad |
| ------------------------- | ------------ | ------------------- | --------- | ------- |
| Narva PSK                 | Narva        | Narva ishall        | 1 500     | 1956    |
| Tartu Välk 494            | Tartu        | Astri Arena         | 600       | 1994    |
| Kohtla-Järve Viru Sputnik | Kohtla-Järve | Kohtla-Järve ishall | 1 000     | 2003    |
| HC Everest                | Kohtla-Järve | Kohtla-Järve ishall | 1 000     | 2012    |
| HC Panter Tallinn         | Tallinn      | Haabersti ishall    | 6 256     | 2001    |
| HC Vipers Tallinn         | Tallinn      | Tondiraba ishall    | 5 840     | 2014    |

## Regerande mästare

### Estniska mästerskapet i ishockey
- 1934 – Tallinn Kalev
- 1935 – inte spelad
- 1936 – Tartu ASK
- 1937 – Tallinn Kalev
- 1938 – inte spelad
- 1939 – Tartu ASK
- 1940 – Tallinn Sport
- 1941–1945 – inte spelad

### Meistriliiga (1991–)
- 1991 – Narva Kreenholm II
- 1992 – Narva Kreenholm
- 1993 – Narva Kreenholm
- 1994 – Narva Kreenholm
- 1995 – Narva Kreenholm
- 1996 – Narva Kreenholm
- 1997 – Tartu Välk 494
- 1998 – Narva Kreenholm
- 1999 – Tartu Välk 494
- 2000 – Tartu Välk 494
- 2001 – Narva 2000
- 2002 – Tartu Välk 494
- 2003 – Tartu Välk 494
- 2004 – HC Panter
- 2005 – HK Stars
- 2006 – HK Stars
- 2007 – HK Stars
- 2008 – Tartu Kalev-Välk
- 2009 – HK Stars
- 2010 – Kohtla-Järve Viru Sputnik
- 2011 – Tartu Kalev-Välk
- 2012 – Tartu Kalev-Välk
- 2013 – HC Viking
- 2014 – HC Viking
- 2015 – Tartu Kalev-Välk
- 2016 – Narva PSK
- 2017 – Narva PSK
- 2018 – HC Viking
- 2019 – Tartu Välk 494
- 2020 – Tartu Välk 494
- 2021 – Tartu Välk 494
- 2022 – Tartu Välk 494
- 2023 – HK Kurbads
- 2024 – Narva PSK
- 2025 – Tartu Välk 494